# Ян Метьюс
Ян Метьюс — британський ударник, член (з 2006 року) лестерського гурту Kasabian.
Він починав у електронному гурті «Sissi», який у 1998 році, спромігся видати міні-альбом «Look At Me» і одразу ж розпастися.
Після цього він змушений був працювати концертним та сесійним ударником. За його участю, у 2004 році, був записаний дебютний альбом бристольского гурту «Ilya» — «They Died For Beauty».